# Notre Dame Fighting Irish

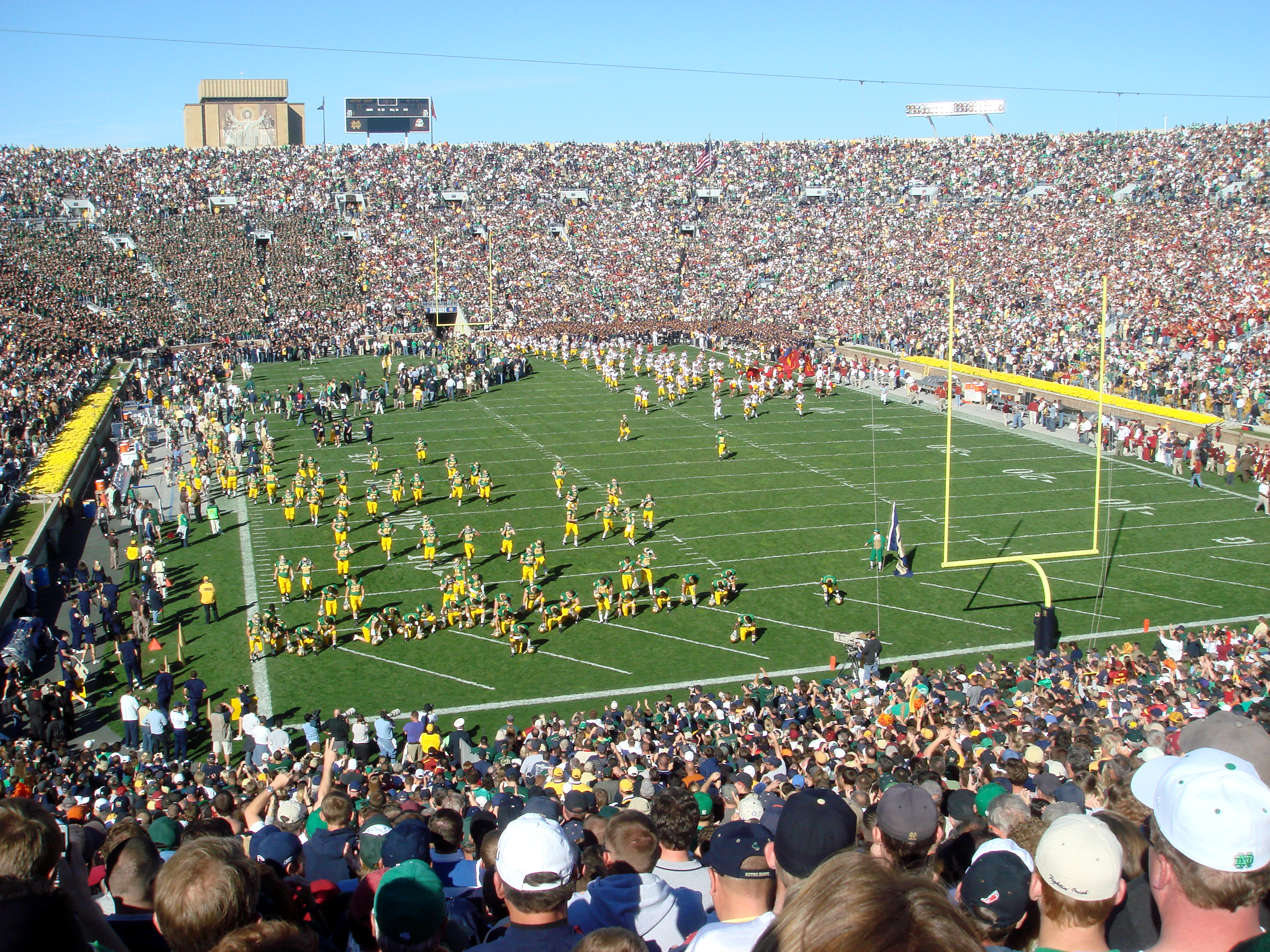

Notre Dame Fighting Irish – nazwa drużyn sportowych Uniwersytetu Notre Dame biorących udział w akademickich rozgrywkach organizowanych przez National Collegiate Athletic Association.

## Historia
Skąd dokładnie wzięła się nazwa Fighting Irish nie wiadomo. Jedni twierdzą, że podczas meczu z Northwestern University w 1899 fani przeciwnika, zaskoczeni walecznością drużyny Notre Dame, zaczęli krzyczeć Kill the Fighting Irish (Zabić walczących Irlandczyków), inni zaś mówią, że w 1909 podczas meczu z Uniwersytetem Michigan, w którym Notre Dame przegrywało, zdenerwowany zawodnik zaczął krzyczeć na swoich kolegów: Co się z wami dzieję? Jesteście wszyscy Irlandczykami i nie walczycie?!. Następnego dnia po wygranym przez Notre Dame meczu w prasie miał pojawić się przydomek Fighting Irish.

## Futbol akademicki
Najbardziej popularnym sportem na uniwersytecie jest futbol akademicki. Początki drużyny sięgają 1879, chociaż oficjalnie zaczęła występować w 1887. Od tego czasu futboliści zdobyli 11 razy mistrzostwo NCAA, ostatnio w 1988. Siedmiu zawodników drużyny zdobyło najbardziej prestiżową nagrodę indywidualną Heisman Trophy, przyznawaną co roku najlepszym akademickim graczom futbolowym. Dziesięciu byłych zawodników Fighting Irish zostało przyjętych do Pro Football Hall of Fame. Fighting Irish są jedyną drużyną akademicką, która ma podpisany swój własny kontrakt telewizyjny (NBC).

## Mistrzostwa
Najbardziej utytułowaną drużyną jest drużyna futbolowa.
- Futbol akademicki: 1924, 1929, 1930, 1943, 1946, 1947, 1949, 1966, 1973, 1977, 1988
- Piłka nożna kobiet: 1995, 2004, 2010
- Koszykówka kobiet: 2001, 2018
- Piłka nożna: 2013